# Angelica amazonensis
Angelica amazonensis, jedina vrsta kukca opnokrilca (Hymenoptera) iz roda Angelica, porodice parazitskih osica Braconidae (brakonidne osice).
Rod je opisan 2002 godine i uključen u potporodicu Doryctinae.